# Буда (Логойський район)
Буда (біл. вёска Буда) —  село (веска) в складі Логойського району розташоване в Мінській області Білорусі, підпорядковане Задор'євській сільській раді.
Село Буда розташоване в центральних районах Білорусі, у північній частині Мінської області - орієнтовне розташування [Архівовано 18 серпня 2020 у Wayback Machine.].